# Spencer (film)
Spencer är en dramafilm från 2021, regisserad av Pablo Larraín.
Filmen utspelar sig under julen 1991, och filmens huvudperson är prinsessan Diana, porträtterad av Kristen Stewart. Hennes äktenskap med prins Charles knakar i fogarna. Filmen skildrar den gradvisa process som slutligen leder henne till att fatta beslutet att skilja sig.
Filmen hade världspremiär vid filmfestivalen i Venedig 2021. För sin rollinsats nominerades Stewart för en Oscar för bästa kvinnliga huvudroll.

## Rollista (i urval)
- Kristen Stewart – Diana, prinsessa av Wales
  - Greta Bücker – Diana i tonåren
  - Kimia Schmidt – Diana som barn
- Timothy Spall – Alistair Gregory
- Jack Nielen – prins William
- Freddie Spry – prins Harry
- Jack Farthing – prins Charles
- Sean Harris – Darren McGrady
- Sally Hawkins – Maggie
- Stella Gonet – Elizabeth II
- Richard Sammel – prins Philip, hertig av Edinburgh
- Elizabeth Berrington – prinsessan Anne, Princess Royal
- Amy Manson – Anne Boleyn
- James Harkness – Paul
- John Keogh – Michael
- Ben Plunkett-Reynolds – Brian
- Ryan Wichert – Wood
- Thomas Douglas – John Spencer, 8:e earl Spencer
- Emma Darwall-Smith – Camilla Parker Bowles
- Niklas Kohrt – Prins Andrew, hertig av York
- Olga Hellsing – Sarah, hertiginna av York
- Mathias Wolkowski – Prins Edward, hertig av Edinburgh
- Oriana Gordon – Sarah Chatto